# خليفة بدر الذوادي
خليفة بدر الذوادي (ولد في 8 مارس 2000 في المحرق، البحرين) لاعب كرة قدم بحريني يجيد اللعب في مركز الجناح الأيمن. يلعب حاليا لصالح قلالي البحريني منذ 2023.